# 음악철도 999
《음악철도 999》는 경기방송에서 방송했던 라디오 프로그램이다. 주말 밤 12시 ~ 새벽 4시에 방송됐지만, 경기방송 폐국과 함께 2020년 3월 29일 방송을 마지막으로 폐지되었다.
| KFM 경기방송 주말 프로그램 |                     |                     |
| 이전                       | 음악철도 999        | 다음                |
| 음악철도 999               | 음악철도 999        | 가요 1번지          |
| 밤 12시 ~ 새벽 3시         | 새벽 3시 ~ 새벽 4시 | 새벽 4시 ~ 오전 5시 |
|                            |                     |                     |